# Битва при Сеуте (1415)
Битва при Сеуте (14 августа 1415 года) — сражение между войсками Королевства Португалия под командованием Генриха (Энрике) Мореплавателя, с одной стороны, и войсками правившей в то время династии Ваттасидов под командованием правителя Бен Салаха, с другой стороны, во время первой экспедиции португальцев в 1415 году, результатом которой стало завоевание североафриканского города Сеута. Относится к раннему периоду правления Ависской династии. Битва при Сеуте и, в более широком смысле, начало эры европейской экспансии ассоциируется с личностью инфанта Дона Энрике Португальского, более известного в истории как Генрих (Энрике) Мореплаватель.

## Генрих Мореплаватель
Родившийся в 1394 году Энрике был четвёртым сыном короля Жуана I и королевы Филиппы, монархов дома Авиш. Энрике и его братья жили в эпоху, когда честь как завоёвывалась, так и наследовалась; средневековое понятие рыцарства всё ещё поддерживалось европейскими королевскими дворами. Неудивительно, что с таким мировоззрением Жуан I направил своих сыновей и объединённые силы в атаку на мусульманский оплот Сеуту в 1415 году; это крещение кровью было в то время традиционным способом доказательства дворянством своей отваги. Кроме того, экспедиция была ведома духом крестовых походов, поскольку не было славы громче, чем завоёванная «попранием сарацинских орд».

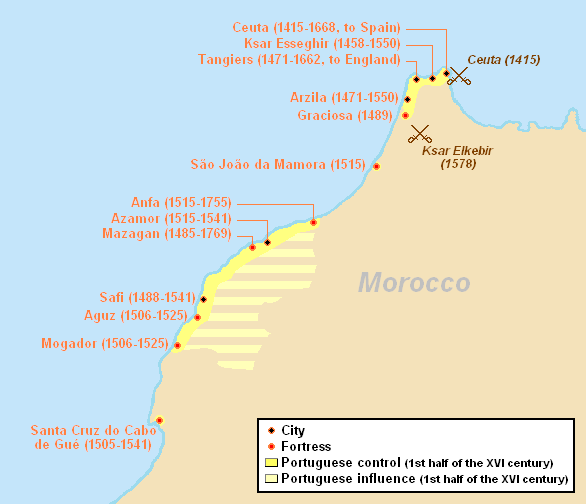
Португальские владения на территории Марокко в XV—XVIII веках.

Португальское завоевание Сеуты было более чем просто средством придать сыновьям Дона Жуана I рыцарское вдохновение; одержав победу над мусульманами, португальские правители лелеяли мечту об объединённом христианском королевстве, которое подчинило бы ислам в многовековом религиозном конфликте. Перспектива триумфального военного и религиозного единения с далёкими христианскими империями становилась более привлекательной для европейских лидеров.

## Ход битвы
Сам по себе бой был почти разочаровывающим, поскольку 45 000 воинов, доставленных 200 португальскими кораблями, застали защитников Сеуты врасплох. Атака, начатая утром 14 августа 1415 года, закончилась взятием города к сумеркам; инфант Дон Энрике отличился в бою, будучи ранен при осаде города, известного как «Ключ к Средиземноморью».
Таким образом, один из важнейших северных центров исламского мира был во власти Португалии. Эта африканская победа была первым всплеском грядущей волны европейской экспансии, которой предстояло достичь каждого из мировых континентов.